# The Itals
The Itals est un groupe de reggae roots jamaïcain, formé en 1975 par Ronnie Davis, Keith Porter et Lloyd Ricketts (23 septembre 1947 - 22 juillet 2011).
Les trois membres des Itals avaient déjà entamé une carrière solo ; Davis et Ricketts chantaient également au sein du groupe rocksteady The Tennors.
Leur premier morceau Ina Dis Ya Time, (avec Keith Porter au lead vocal) sur le riddim de Won't You Come Home de Ronnie Davis, sera leur plus grand tube en Jamaïque.
En 1987, le chanteur David Isaacs remplace Lloyd Ricketts lorsque celui-ci est condamné à une peine de prison, ce qui l'empêche de se rendre aux États-Unis.
Ronnie Davis quitte le groupe en 1994 pour poursuivre sa carrière solo, et chante désormais sous le nom de Ronnie Davis & Idren. Il meurt le 25 janvier 2017.

## Discographie
(1991) -  Easy To Catch     RHYTHM SAFARI

(1998) -  Modern Age, RAS

(2008) -  Ina Dis Ya Time 